# 東日本大震災による帰宅困難者

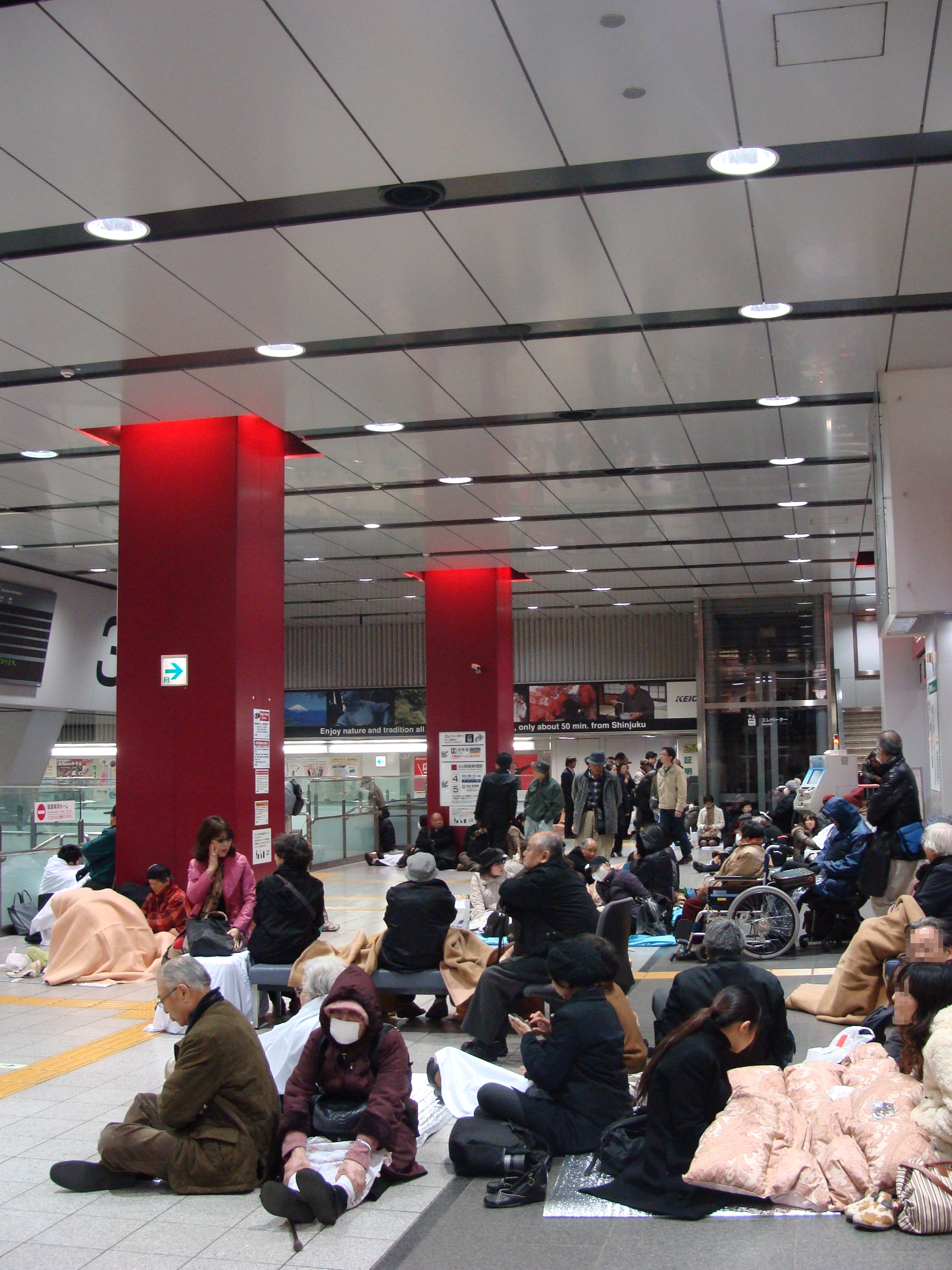
東日本大震災における帰宅困難者（2011年3月11日、新宿駅）

東日本大震災による帰宅困難者（ひがしにほんだいしんさいによるきたくこんなんしゃ）では、2011年3月11日の東日本大震災により発生した帰宅困難者について解説する。震災による直接被災や安全確保のための運行停止・規制等により交通機関が不通となったため、東北地方や首都圏を中心に多数の帰宅困難者（帰宅難民）が発生、さまざまな問題が生じ、教訓を残した。なお、帰宅難民（きたくなんみん）がこの震災の影響もあって新語・流行語大賞トップテンに選出された。

## 首都圏
内閣府が2011年11月22日に発表したインターネット調査に基づく推計では、東京都で約352万人、神奈川県で約67万人、千葉県で約52万人、埼玉県で約33万人、茨城県で南部を中心に約10万人、首都圏で合計515万人が当日自宅に帰れない帰宅困難者となった。地震発生時の外出者の約28%が当日中に帰宅できなかった。
「災害と情報研究会」「サーベイリサーチセンター」が行った調査（約2,000人対象）では、東京都・埼玉県・千葉県・神奈川県在住者で震災時、首都圏（1都7県）にいた人のうち、当日に自宅に帰れた人は8割で、残りの2割は会社などで一夜を明かした。またNTTドコモの基地局情報を利用した「モバイル空間統計」による東京都区部内の推計人口によると、前週土曜日の同時刻と比べた、震災後の3月12日（土）午前1:00時点の人口分布は、山手線沿線ターミナル駅を中心に大きく増加しており、東京都区部外に居住している数十万人が東京都区部内に留まっていたと推定されている。
震災当日の3月11日夜に帰宅困難となって、地方公共団体が用意した施設を利用した人は東京都で9万人以上、横浜市で1万8,000人、川崎市で5,500人などと報じられた。
また、ウェザーニューズが行った調査では、関東地方在住で電車や車を利用して通勤している人が、震災後帰宅するのにかかった時間は、平均で普段の7倍に達していた。通常、首都圏の鉄道通勤・通学者の半数は1時間以上かけて移動しており、全体平均で70分程度である。
地震発生後の夕方までに、日本国政府は内閣官房長官枝野幸男の記者会見を通じて「当面鉄道等の復旧が見込めず、交通混乱により二次的被害が発生する恐れがあるため、首都圏で中長距離を帰宅する者は無理に帰宅せず、職場等で待機するなど冷静に対応するようお願い申し上げたい」と呼びかけを行ったが、ほとんど効果はなかった。
帰宅困難者は、日常利用している交通機関が停止し、運行再開の見通しが立たないため、徒歩帰宅者が発生したり、自転車を急遽購入して帰宅したり（このため自転車が売り切れになる店舗が続出した）、公道に滞留するか、代替交通手段に殺到したため、地震発生後から翌日にかけて、東京都区部を筆頭に、各地で猛烈な渋滞が発生した。この渋滞により、災害現場に向かう救急車やパトカーなどの緊急車両の通行が妨げられる問題が多発した。

### 鉄道
鉄道を運営しているJRをはじめとした東日本各社の路線は東日本大震災の影響で不通となった。この事から鉄道を利用することにより、通勤している者は利用できなくなったため、終業後の帰宅は徒歩、あるいは別の交通機関を利用することとなった。
東京や横浜といった大都市より郊外に自宅があり徒歩で帰宅することが困難な者は、勤務先がある建物（施設）、鉄道駅、公共機関などが臨時に開設した避難場所などで寝泊りすることとなった。しかし、主要ターミナル駅の半数で、営業時間終了後、利用者を外に誘導し、シャッターを閉める対応を取っていて、多数の利用者で混乱が発生するのを防止する目的とはいえ、問題視された。
また会社や路線により、運行再開時間が異なっていた問題や、帰宅困難者待機場所の確保などに関して、鉄道事業者と地方公共団体との連携が出来ていなかった問題も生じた。鉄道駅構内から乗客を閉め出した東日本旅客鉄道は、2011年（平成23年）6月20日に社長の清野智（当時）が、東京都庁舎で東京都知事石原慎太郎に謝罪し、震災後対応の変更を発表している。

### 首都圏の鉄道会社への影響

#### JR東日本
電車特定区間（東京附近）内の線区と、それらと一体的な運用がなされているエリア外の線区のみ記載。
| 路線名             | 区間                            | 再開日時        | 備考 |
| ------------------ | ------------------------------- | --------------- | ---- |
| 宇都宮線（東北線） | 上野駅-大宮駅                   | 3月12日8時40分  |      |
| 宇都宮線（東北線） | 大宮駅-宇都宮駅                 | 3月12日13時50分 |      |
| 常磐線             | 取手駅-土浦駅                   | 3月18日         |      |
| 常磐快速線         | 上野駅-取手駅                   | 3月12日9時05分  |      |
| 常磐緩行線         | 綾瀬駅-取手駅                   | 3月12日9時00分  |      |
| 高崎線             | 上野駅-高崎駅                   | 3月12日7時00分  |      |
| 武蔵野線           | 府中本町駅-南船橋駅             | 3月12日10時40分 |      |
| 総武快速線         | 東京駅-千葉駅                   | 3月12日8時25分  |      |
| 中央・総武緩行線   | 三鷹駅-御茶ノ水駅-千葉駅        | 3月12日8時05分  |      |
| 京葉線             | 東京駅-蘇我駅                   | 3月12日14時00分 |      |
| 埼京線             | 大崎駅-大宮駅                   | 3月12日8時50分  |      |
| 山手線             | 大崎駅-大崎駅                   | 3月12日8時35分  |      |
| 中央快速線         | 東京駅-高尾駅                   | 3月12日7時30分  |      |
| 湘南新宿ライン     | 池袋駅-大宮駅                   | 3月12日8時50分  |      |
| 東海道線           | 東京駅-熱海駅                   | 3月12日8時00分  |      |
| 京浜東北線         | 大宮駅-東京駅-横浜駅            | 3月12日8時50分  |      |
| 根岸線             | 横浜駅-桜木町駅                 | 3月12日8時50分  |      |
| 根岸線             | 桜木町駅-大船駅                 | 3月12日19時10分 |      |
| 横須賀線           | 東京駅-大船駅                   | 3月13日4時30分  |      |
| 横須賀線           | 大船駅-逗子駅                   | 3月12日8時20分  |      |
| 横須賀線           | 逗子駅-久里浜駅                 | 3月12日18時50分 |      |
| 横浜線             | 東神奈川駅-八王子駅             | 3月12日7時00分  |      |
| 青梅線             | 立川駅-奥多摩駅                 | 3月12日4時35分  |      |
| 五日市線           | 拝島駅-武蔵五日市駅             | 3月12日5時25分  |      |
| 南武線             | 川崎駅-立川駅                   | 3月12日7時35分  |      |
| 南武線             | 尻手駅-浜川崎駅                 | 3月13日5時15分  |      |
| 鶴見線             | 鶴見駅-扇町駅・海芝浦駅・大川駅 | 3月13日5時45分  |      |
| 川越線             | 大宮駅-川越駅                   | 3月12日10時55分 |      |

#### 私鉄・地下鉄
| 路線                                  | 再開時刻            | 備考 | 損壊等 |
| ------------------------------------- | ------------------- | --- | ------ |
| 都電荒川線                            | 3月11日午後4時37分  | 3月11日から3月12日にかけて終夜運転を実施 |        |
| 東武伊勢崎線                          | 3月12日午前8時57分  | |        |
| 東武亀戸線                            | 3月12日午後1時      | |        |
| 東武大師線                            | 3月12日午後1時      | |        |
| 東武野田線                            | 3月12日午前8時40分  | |        |
| 東武東上本線                          | 3月12日午前5時54分  | |        |
| 西武池袋線                            | 3月11日午後9時55分  | 3月11日から3月12日にかけて終夜運転を実施 |        |
| 西武新宿線                            | 3月11日午後9時55分  | 3月11日から3月12日にかけて終夜運転を実施 |        |
| 西武拝島線                            | 3月11日午後9時55分  | 3月11日から3月12日にかけて終夜運転を実施 |        |
| 西武国分寺線                          | 3月11日午後9時55分  | 3月11日から3月12日にかけて終夜運転を実施 |        |
| 西武豊島線                            | 3月11日午後9時55分  | 3月11日から3月12日にかけて終夜運転を実施 |        |
| 西武多摩湖線                          | 3月11日午後9時55分  | 3月11日から3月12日にかけて終夜運転を実施 |        |
| 西武多摩川線                          | 3月11日午後9時55分  | 3月11日から3月12日にかけて終夜運転を実施 |        |
| 西武有楽町線                          | 3月12日午前5時46分  | |        |
| 京成本線                              | 3月12日午前6時20分  | |        |
| 京成押上線                            | 3月12日午前6時41分  | |        |
| 京成千葉線                            | 3月12日午前6時46分  | |        |
| 京成金町線                            | 3月12日午前6時33分  | |        |
| 新京成線                              | 3月12日午前6時      | |        |
| 京王線                                | 3月11日午後10時10分 | 3月11日から3月12日にかけて終夜運転を実施 |        |
| 京王相模原線                          | 3月11日午後10時10分 | 3月11日から3月12日にかけて終夜運転を実施 |        |
| 京王井の頭線                          | 3月11日午後10時10分 | 3月11日から3月12日にかけて終夜運転を実施 |        |
| 京王高尾線                            | 3月11日午後10時10分 | 3月11日から3月12日にかけて終夜運転を実施 |        |
| 京王新線                              | 3月11日午後10時10分 | 3月11日から3月12日にかけて終夜運転を実施 |        |
| 京王動物園線                          | 3月11日午後10時10分 | 3月11日から3月12日にかけて終夜運転を実施 |        |
| 京王競馬場線                          | 3月11日午後10時10分 | 3月11日から3月12日にかけて終夜運転を実施 |        |
| 小田急小田原線                        | 3月12日午前0時      | |        |
| 小田急多摩線                          | 3月12日午前0時      | |        |
| 小田急江ノ島線                        | 3月12日午前0時      | 3月12日午後6時16分全線で運転再開 |        |
| 東急東横線                            | 3月11日午後10時30分 | 3月11日から3月12日にかけて終夜運転を実施 |        |
| 東急目黒線                            | 3月11日午後10時30分 | 3月11日から3月12日にかけて終夜運転を実施 |        |
| 東急田園都市線                        | 3月11日午後10時30分 | 3月11日から3月12日にかけて終夜運転を実施 |        |
| 東急大井町線                          | 3月11日午後10時30分 | 3月11日から3月12日にかけて終夜運転を実施 |        |
| 東急池上線                            | 3月11日午後10時30分 | 3月11日から3月12日にかけて終夜運転を実施 |        |
| 東急多摩川線                          | 3月11日午後10時30分 | 3月11日から3月12日にかけて終夜運転を実施 |        |
| 東急こどもの国線                      | 3月11日午後10時30分 | 3月11日から3月12日にかけて終夜運転を実施 |        |
| 東急世田谷線                          | 3月11日午後10時30分 | 3月11日から3月12日にかけて終夜運転を実施 |        |
| 横浜高速鉄道みなとみらい線            | 3月11日午後10時44分 | 3月11日から3月12日にかけて終夜運転を実施 |        |
| 京急本線                              | 3月12日午前4時52分  | |        |
| 京急空港線                            | 3月12日午前5時19分  | |        |
| 京急大師線                            | 3月12日午前5時7分   | |        |
| 相鉄本線                              | 3月11日午後9時41分  | 3月11日から3月12日午前4時45分にかけて終夜運転を実施                                                                                                   |        |
| 東京臨海高速鉄道りんかい線            | 3月12日午前6時22分  | |        |
| 流鉄流山線                            | 3月11日午後4時20分  | |        |
| 北総線                                | 3月12日午前6時10分  | |        |
| 東葉高速線                            | 3月12日午前5時7分   | |        |
| 埼玉高速鉄道線                        | 3月11日午後9時20分  | 3月11日から3月12日にかけて終夜運転を実施 |        |
| 首都圏新都市鉄道つくばエクスプレス    | 3月12日午前9時      | 3月12日午後0時20分八潮駅 - 流山おおたかの森駅運転再開・3月13日午前6時30分全線運転再開                                                                 |        |
| 銀座線                                | 3月11日午後8時40分  | 3月11日午後8時40分～午後9時43分・午後10時50分～午後11時57分に運転再開。その間、渋谷駅ホーム上混雑のため運転見合わせ。3月12日0時44分から終夜運転を実施 |        |
| 丸ノ内線                              | 3月11日午後11時     | 3月11日から3月12日にかけて終夜運転を実施 |        |
| 日比谷線                              | 3月11日午後11時32分 | 3月11日から3月12日にかけて終夜運転を実施 |        |
| 東西線                                | 3月11日午後11時8分  | 3月11日から3月12日にかけて終夜運転を実施 |        |
| 千代田線                              | 3月11日午後10時35分 | 3月11日午後10時35分～3月12日午前0時12分に運転再開。3月12日0時35分から終夜運転を実施。その間、北千住駅ホーム上混雑のため運転見合わせ。                 |        |
| 有楽町線                              | 3月11日午後10時15分 | 3月11日から3月12日にかけて終夜運転を実施 |        |
| 副都心線                              | 3月12日午前0時      | |        |
| 半蔵門線                              | 3月11日午後8時40分  | 3月11日から3月12日にかけて終夜運転を実施 |        |
| 南北線                                | 3月11日午後9時      | 3月11日から3月12日にかけて終夜運転を実施 |        |
| 浅草線                                | 3月11日午後9時20分  | 3月11日から3月12日にかけて終夜運転を実施 |        |
| 三田線                                | 3月11日午後9時15分  | 3月11日から3月12日にかけて終夜運転を実施 |        |
| 新宿線                                | 3月11日午後10時45分 | 3月11日から3月12日にかけて終夜運転を実施 |        |
| 大江戸線                              | 3月11日午後8時40分  | 3月11日から3月12日にかけて終夜運転を実施 |        |
| 横浜市営地下鉄1・3号線(ブルーライン)  | 3月11日午後11時15分 | 翌日午前3時58分まで終電を延長 |        |
| 横浜市営地下鉄4号線（グリーンライン） | 3月11日午後11時19分 | 翌日午前3時58分まで終電を延長 |        |
| 東京モノレール羽田空港線              | 3月12日午前4時58分  | |        |

#### 当日の様子

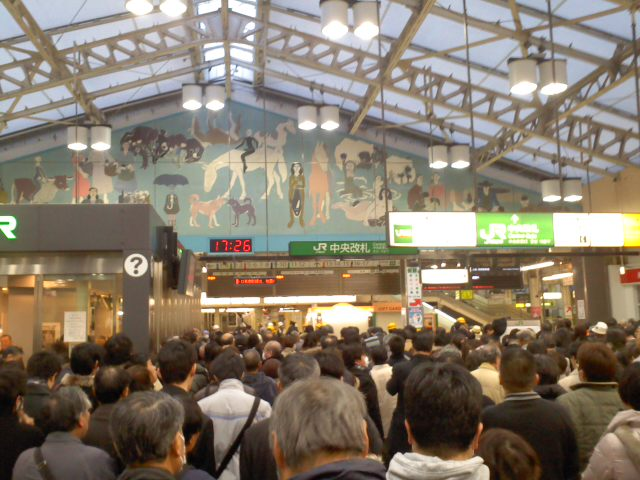
JR上野駅
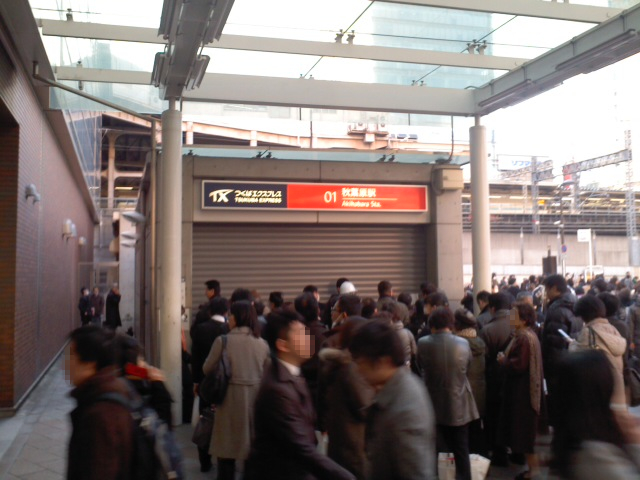
TX秋葉原駅

### 道路
鉄道が利用できないことから多くの人はバス、タクシーを代わりに利用しようとしたため、乗り場は長蛇の列となり、乗れるまでに数時間以上も待ち続けるという有様であった。また、東京都内の渋滞状況は甚だしく、車両の移動速度は徒歩並であった。さらに、首都高速道路が全面封鎖されたことも渋滞に拍車をかけた。この状況は震災の翌日まで続いた。

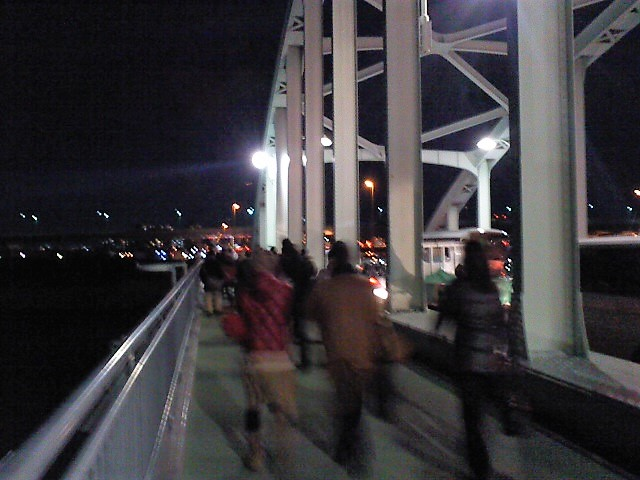
徒歩で帰宅する人たち（四ツ木橋）
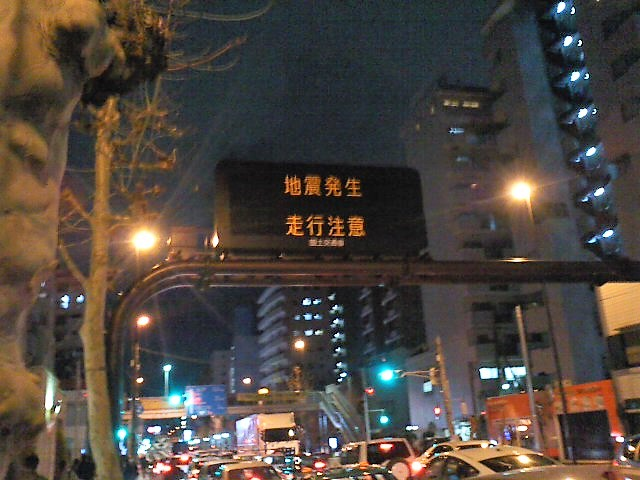
上下線とも渋滞する国道6号（東京都内）

### 教訓
帰宅者の殺到による交通混乱を抑えるため、東京都は既に条例によって環状7号線の内側を走る車両について、震災時の全面通行止めおよび出入禁止などの大規模交通規制を定めている。しかし本震災においては、道路の渋滞が緊急車両の通行の妨げになった例が多数あったとこから、東京都と警視庁では、2011年（平成23年）9月1日の防災の日に、初めて大規模な交通規制訓練を実施した。訓練では、実際に警察官が環状7号線等の要所97か所を午前9時から10分間にわたって封鎖し、一般車両を迂回路へ誘導した。
東京都では、仮に東京都内で震度6弱以上が観測される震災が発生した場合は、直ちに車両の全面通行止等の厳しい交通規制が行われることが条例で定められている。条例では、帰宅困難者等が緊急車両の通行を妨げることのないよう、一般車両について警視庁の行う交通規制に従う義務を課している。また、神奈川県警察や千葉県警察や埼玉県警察でも、震災が発生した場合は厳しい交通規制を行う方針である。
震災を受けて、首都直下地震の対策を検討する「首都直下地震帰宅困難者等対策協議会」では、会社の帰宅指示により、交通機関の能力を超えて帰宅者が集中する事などを避けるため、基本的に企業や学校に対して「一斉帰宅を抑制するよう」要請する方針とした。東京都はこの方針を踏まえ、会社で従業員が数日間待機する事を念頭に置いて、企業に対しては従業員のため3日分の食料・飲料などの備蓄を努力義務とするほか、鉄道や集客施設では、利用者の保護に努めることなどを定めた『東京都帰宅困難者対策条例案』を2012年2月の東京都議会に提出し成立、2013年（平成25年）4月1日から施行した。
2011年（平成23年）9月21日には、平成23年台風第15号の暴風雨による交通機関停止、2012年（平成24年）4月3日には、発達した低気圧の暴風雨による交通機関停止が発生、管理者と利用者双方で対応の変化がみられた。
また、東北地方太平洋沖地震の際には、首都圏で地震による直接の被害は顕著ではなかったものの、南関東直下地震などの直下型地震、或いは関東地震などの海溝型地震などが発生した場合には、建物被害や落下物、液状化、津波による浸水などの被害が顕著になり、自治体などが事前に指定する退避・避難場所が使用できなくなる事態や、帰宅経路に障害が発生する事態が考えられ、より多くの混乱を来す可能性がある。

## 東北太平洋側
東北の太平洋側では、鉄道・高速道路とも地震翌日までまったくの麻痺状態となり、多くの帰宅困難者が発生した。

## 紀伊半島
地震被害そのものはほとんどなかった紀伊半島でも、津波警報の発令によって、三重県と和歌山県では、紀勢本線や国道42号が不通となったために、多くの帰宅困難者が発生した。

## 広域交通への影響

### 航空
飛行機を利用することにより出張などといった特殊な事情で首都圏に出向いていた者が東日本大震災の影響で予定日に帰宅できずに、首都圏に留まる事となった者が存在する。

## 関連書籍
- 公益社団法人全国公民館連合会 編『公民館における災害対策ハンドブック 第3版』第一法規、2022年12月27日。ISBN 978-4474091337。 NCID BD00769263。